# Ferentillo
Ferentillo ist eine italienische Gemeinde mit 1777 Einwohnern (Stand 31. Dezember 2023) in der Provinz Terni in der Region Umbrien.

## Geografie

Lage der Gemeinde in der Provinz Terni

Die Gemeinde erstreckt sich über rund 69 km². Sie liegt etwa 60 km südöstlich von Perugia und rund 12 km nordöstlich von Terni. Der Hauptort ist durch den Fluss Nera in die Ortsteile Matterella und Precetto geteilt, die jeweils von einer Rocca (Befestigungsanlage) dominiert werden.
Zu den weiteren Ortsteilen zählen Ampognano, Castellonalto, Castellone Basso, Colle Olivo, Colli, Gabbio, Leazzano, Le Mura, Lorino, Macchialunga, Macelletto, Macenano, Terria, Monterivoso, Nicciano, Sambucheto und San Mamiliano.
Die Nachbargemeinden sind Arrone, Leonessa (RI), Montefranco, Monteleone di Spoleto (PG), Polino, Scheggino (PG) und Spoleto (PG).

## Geschichte
Der Ort entstand, als Liutprand 740 Ferentium verließ und den Ort als Ferentillo gründete. Der Ortsname entstammte dem lateinischen Ferentum illi (die aus Ferentium), der Ort selbst war eng mit der Abtei San Pietro in Valle im heutigen Ortsteil Macenano verbunden. 1300 entband Papst Bonifatius VIII. nach Konflikten die Abtei von der Regierungsführung im Ort und gab sie in die Hände des Capitolo Lateranense, womit sie direkt dem Kirchenstaat unterstand. 1415 wurde Ferentillo Lehen der Familie Trinci aus Foligno. Der Ort wurde 1484 unabhängig, als Papst Innozenz VIII. die Regierung der Gemeinde in die Hände seines Sohnes Franceschetto Cybo legte. Dieser heiratete Maddalena de’ Medici. 1563 unterzeichnete Alberico Cybo Malaspina das Statut Status Ferentilli Serenissimi Ducis Massae Cybo, welches die Unabhängigkeit von Spoleto und dem Kirchenstaat bestätigte. Diese hielt bis 1730, als Alderano Cybo den Ort an Nicolò Benedetti di Spoleto veräußerte. Danach folgte Rodolfo Gabrielli di Montevecchio als Herrscher, bevor der Ort bis 1847 der apostolischen Kammer unterstand und von Pius IX. an den Prinzen von Umbrien und Precetto vergeben wurde. Ferentillo wurde 1860 eigenständige Gemeinde im Zuge der Einheit Italiens.

## Sehenswürdigkeiten

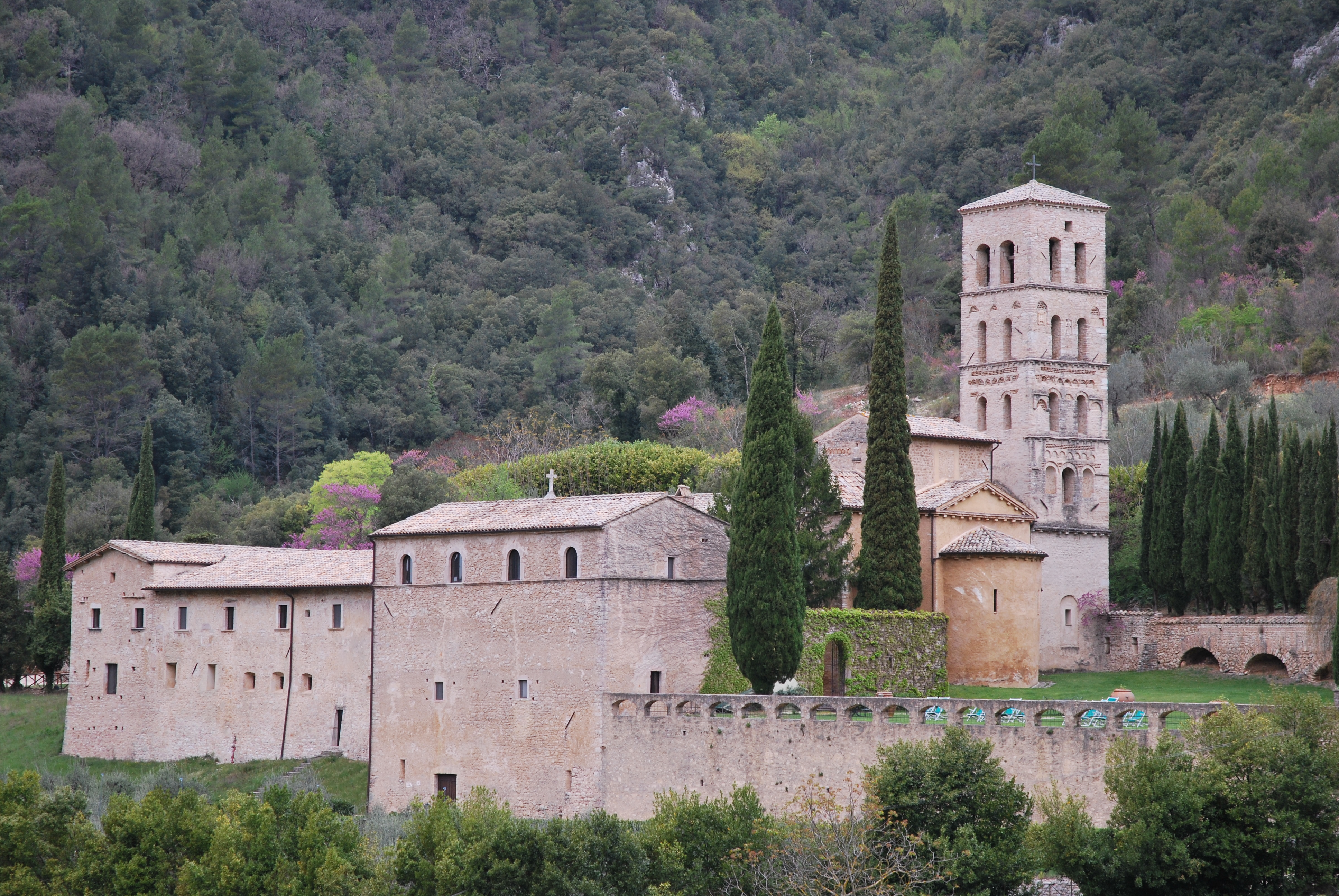
Abbazia di San Pietro in Valle

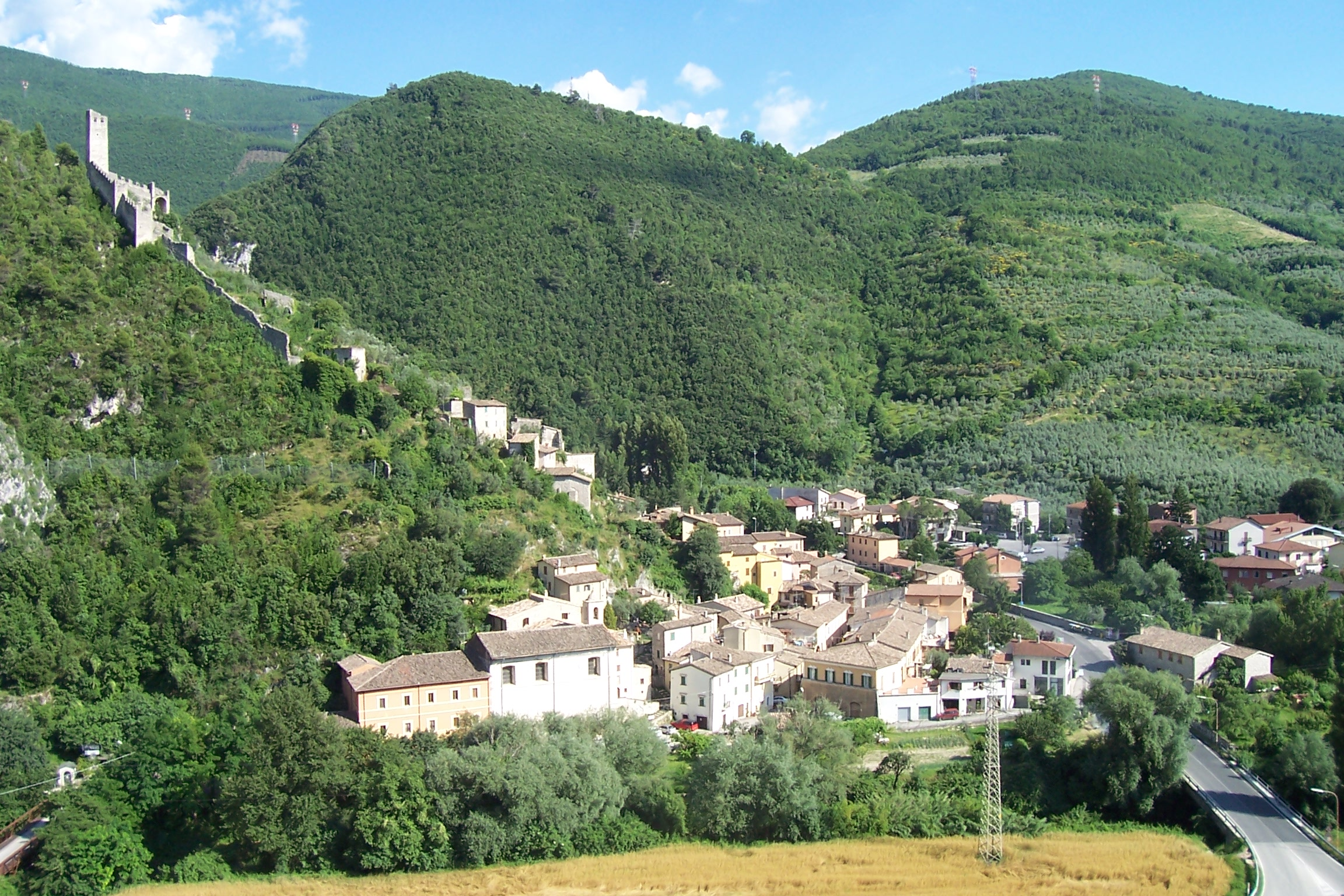
Panorama von Precetto (Ferentillo)

- Die Abbazia di San Pietro in Valle aus dem 8. Jahrhundert ist eine kunstgeschichtlich bedeutende Abtei, die im Ortsteil Macenano steht. Sie entstand als Vergrößerung der bereits 535 errichteten Kirche der Eremiten Giovanni und Lazzaro. Gegründet wurde das Kloster von Faroald II. und diente den Herzögen der Langobarden als Grablege. Ende des 9. Jahrhunderts wurde die Abtei von den Sarazenen zerstört, unter Kaiser Otto III. wiederhergestellt und ab 1016 durch einen Neubau ersetzt. Grundriss, Querschiff, Tiburio, die drei Apsiden und Teile des Mosaikbodens im Chor stammen noch aus der ursprünglichen Kirche. Am Portal sind die Skulpturen der Heiligen Petrus und Paulus aus dem 11. und 12. Jahrhundert zu sehen. Den Campanile aus dem 13. Jahrhundert zieren Marmorfragmente aus dem 8. Jahrhundert.

- Chiesa di San Biagio, Kirche im Ortsteil San Mamiliano, enthält das Werk Madonna col Bambino e i Ss. Pietro, Giovanni, Biagio e Mamiliano von Giacomo Santoro (auch als Jacopo Siculo bekannt, * 1490 in Palermo; † 1544 in Rieti) aus dem Jahr 1538.
- Chiesa di Santo Stefano, Kirche im Ortsteil Precetto, enthält Werke aus der Werkstatt des Perugino.
- Collegiata di Santa Maria, Kirche im Ortsteil Matterella aus dem 13. Jahrhundert.
- Museo delle mummie, Museum im Ortsteil Precetto, welches Mumien exponiert. Erhielt Erwähnung im Film Nosferatu – Phantom der Nacht.
- Museo degli antichi mestieri e della civiltà contadina, Museum im Ortsteil Monterivoso.
- Museo etnografico della civiltà preindustriale della Valnerina, auch Etnomuseum Silvanis genannt.

## Gemeindepartnerschaften
- Sérignan-du-Comtat, Département Vaucluse, Frankreich